# Jennings (adelsätt)
Jenning är en svensk adelsätt från Brittiska öarna. Ätten naturaliserades i Sverige 21 juli 1742, och introducerades året därpå. Ätten utslocknade 23 februari 1929 på svärdssidan med fideikommissarien Georg Jennings.

## Personer ur ätten
- John Jennings
- Frans Jennings